# François-Louis Toullec
François-Louis Toullec, francoski general, * 1888, † 1971.